# Hanstjärnen (Färila socken, Hälsingland)
Hanstjärnen är en sjö i Ljusdals kommun i Hälsingland och ingår i Ljusnans huvudavrinningsområde.